# رمتسوتي
الرَّمَتْسُوتي أو الرَّمَتسُتِّي هو مشروب كحولي عشبي إيطالي ، مر بنسبة كحول تبلغ 30٪. الاسم التجاري هو أمارو أُسانو رمتسوتي.

## التصنيع
أمارو يشير إلى المشروبات الكحولية الإيطالية شبه الحلوة المصنوعة من كحول أساس مع منكهات أو سكر أو بدائل سكر طبيعية.
عملية تصنيع الرمتسوتي هي نفسها كما في عام 1815. تشمل الوصفة 33 نوعًا من الأعشاب والنباتات مثل قشر البرتقال الحلو والمر ولحاء الكينا وحشيشة الملاك وبتلات الورد والونيلية والليسوم النجمي. تستخلص جميعها وتسحق. ثم يضاف السكر والكحول والمكونات الأخريات. ثم يجري ترشيح السائل الناتج.